# Luíz Carlos
Luíz Carlos Martins Moreira oder kurz Luíz Carlos (* 5. Juli 1985 in São Mateus) ist ein brasilianischer Fußballspieler.

## Karriere
Carlos begann seine Profikarriere 2008 bei São Cristóvão FR und spielte anschließend der Reihe nach für die brasilianischen Vereine Ipatinga FC und SC Freamunde.
2011 setzte er mit seinem Wechsel zum portugiesischen Verein FC Paços de Ferreira seine Karriere im Ausland fort. Nach zwei Jahren beim FC Paços zog er innerhalb der Primeira Liga zu Sporting Braga weiter. Mit diesem Verein holte er in der Saison 2016/17 den portugiesischen Pokal und den portugiesischen Ligapokal. In der gleichen Saison erreichte er mit seinem Team auch das Viertelfinale der UEFA Europa League.
Im Sommer 2016 wechselte er zum saudi-Arabischen al-Ahli und holte mit diesem gleich den saudi-arabischen Supercup. Zur Rückrunde der Saison 2016/17 wechselte er zum türkischen Erstligisten Osmanlıspor FK.

## Erfolge
Mit Sporting Braga
- portugiesischen Pokalsieger: 2015/16
- portugiesischen Ligapokalsieger: 2015/16

Mit Sporting Braga
- Saudi-arabischer Supercup-Sieger: 2016